# Raschid ad-Din Sinan

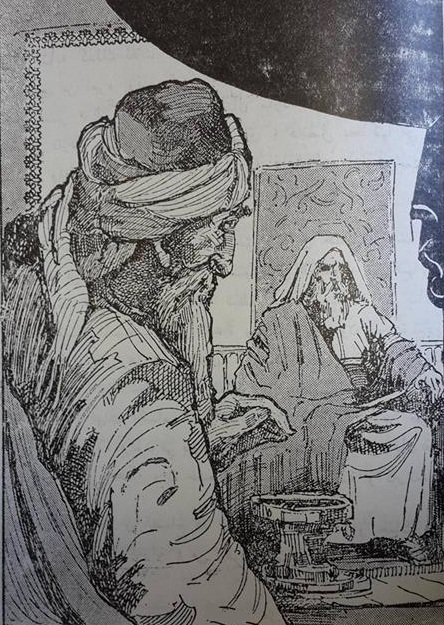
Darstellung Raschid ad-Din Sinans in einer Skizze (1966)

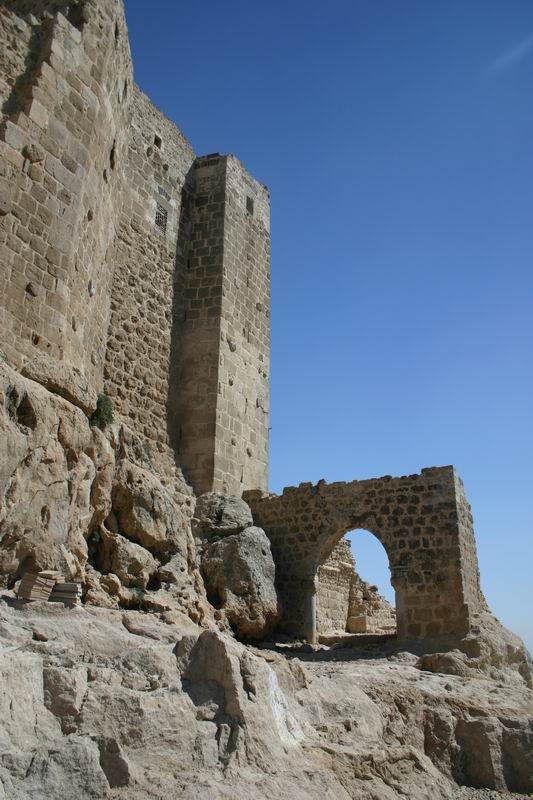
Bergfestung Masyaf

Raschid ad-Din Sinan (arabisch راشد الدين سنان, DMG Rāšid ad-Dīn Sinān; auch Sinan ibn Salman ibn Muhammad oder Abu al-Hasan Sinan ibn Sulayman ibn Muhammad; geboren etwa 1133/1135; gestorben 1193), genannt Der Alte vom Berge (lateinisch Vetulus de Montanis), war ein irakischer Sektenführer der ismailitischen Assassinen in Syrien im Vorfeld und zur Zeit des Dritten Kreuzzugs.

## Leben
Sinan wurde wahrscheinlich im Südirak geboren. Er übernahm die Führerschaft der Assassinen in Syrien um 1162 und residierte seit 1164 in der Burg Masyaf. Später machte er sich vom persischen Stammsitz unabhängig und bediente sich der sich selbst so nennenden Fedajin, um Feinde aus dem Weg zu schaffen. Persische Assassinen unternahmen wegen seiner Eigenmächtigkeit mindestens zwei gescheiterte Anschläge auf ihn. Er betrieb eine Schaukelpolitik zwischen den Sunniten unter Saladin und den Kreuzfahrern; mit dem Johanniterorden war er zeitweise verbündet.
Saladin machte mindestens einen Versuch (1176), Masyaf zu nehmen, scheiterte aber und arrangierte sich mit den Assassinen. Zuvor gab es mindestens zwei von Sinan organisierte Attentate auf Saladin (1174 bis 1176). Wie viele Mitglieder der Sekte, die ihren Glauben aufgrund der Verfolgung in islamischen Ländern strikt verborgen hielten, waren auch die meisten Attentäter über lange Jahre an ihre Umgebung angepasst und durch das Studium von Sitten und Sprache speziell auf ihre Aufgabe vorbereitet. Da ihr eigenes Überleben ihrem Ethos nach keine Rolle spielte, konnten sie, nachdem sie sich Vertrauen und Zugang erschlichen hatten, jederzeit aktiviert werden. Der Tod der Attentäter, die meist an öffentlichen Plätzen mit Messern zuschlugen, war Teil des Kalküls der Verbreitung von Terror und Abschreckung. Bei den christlichen Chronisten ist insbesondere ein erfolgreicher Anschlag auf den gerade zum König von Jerusalem ernannten Konrad von Montferrat (1192) bekannt. Wegen der damaligen Machtkämpfe um den Thron in Jerusalem wurden dabei sowohl Richard I. von England (der Guido von Lusignan unterstützte) als auch Saladin als Hintermänner vermutet, allerdings auch eigene Interessen von Sinan (einer Überlieferung nach soll Montferrat ein Schiff mit Besitz der Assassinen in Tyrus beschlagnahmt haben und verweigerte die Herausgabe). Die Attentäter kamen im Fall von Konrad von Montferrat schon im November 1191 nach Tyrus und gaben vor, Mönche zu sein. Einer von ihnen war daraufhin mehrere Monate im Dienste Konrads.
Die Chronisten der Kreuzfahrer waren von den assassinischen Praktiken überaus fasziniert. Raschid al-Din hielt später als Der Alte vom Berge (lat.: Vetulus de Montanis) Einzug in die europäische Literatur. Irrtümlich wird dieser Beiname immer wieder auf den Stammvater der Assassinen, den früher lebenden Perser Hasan-i Sabbah angewendet. Der Name Der Alte vom Berge leitet sich von dem arabischen Titel der Assassinenanführer Schaich al-Dschabal ‚Gebieter des Gebirges‘ ab.
Die zeitgenössischen Informationen insbesondere über die Lehre der Sekte sind häufig unzuverlässig und wiesen den Assassinen alle möglichen Morde zu (was diesen teilweise gelegen kam). Die Überlieferung aus dem persischen Zentrum der Assassinen in Alamut gibt kaum Auskunft über die Sekte in Syrien. Stanislas Guyard veröffentlichte im 19. Jahrhundert aus Pariser Handschriften einige Quellen, Fragmente zur religiösen Lehre von Sinan und eine Hagiographie von Abu Firas, die im Stil der Zeit auch von angeblichen Wundern Sinans berichten. Erhalten ist weiterhin eine Biographie Sinans von dem Historiker Kamal al-Din aus Aleppo.

## Rezeption
In Umberto Ecos Roman Baudolino werden der Protagonist und seine Freunde für mehrere Jahre auf der Felsenburg Raschid ad-Din Sinans festgehalten, der hier Aloadin genannt wird. Auch in der Ritter-Runkel-Reihe der Digedags im Mosaik war „Der Alte vom Berge“ zentrales Thema und Titelgeber im Dezemberheft 1966.
Im Spiel Assassin’s Creed ist Raschid ad-Din Sinan alias Al Mualim der Anführer der Assassinen und der Mentor des Hauptcharakters Altaïr.